# Barış Ermiş
Barış Ermiş (Istanbul, 3 gennaio 1985) è un ex cestista turco.

## Statistiche

### Eurolega
| Anno      | Squadra      | PG | PT | MP   | TC%  | 3P%  | TL%  | RP  | AP  | PRP | SP  | PP  |
| --------- | ------------ | -- | -- | ---- | ---- | ---- | ---- | --- | --- | --- | --- | --- |
| 2004-2005 | Anadolu Efes | 3  | 0  | 6,3  | 50,0 | -    | 0,0  | 0,0 | 1,0 | 0,3 | 0,0 | 1,3 |
| 2005-2006 | Anadolu Efes | 11 | 0  | 6,0  | 58,3 | 66,7 | 25,0 | 0,2 | 0,9 | 0,4 | 0,0 | 1,7 |
| 2006-2007 | Anadolu Efes | 5  | 1  | 7,0  | 40,0 | 20,0 | 100  | 0,8 | 1,0 | 0,2 | 0,0 | 2,4 |
| 2012-2013 | Fenerbahçe   | 21 | 1  | 11,7 | 52,1 | 25,0 | 36,4 | 1,0 | 1,4 | 0,5 | 0,1 | 2,8 |
| 2013-2014 | Fenerbahçe   | 1  | 0  | 7,0  | 0,0  | 0,0  | -    | 0,0 | 1,0 | 0,0 | 0,0 | 0,0 |
| Carriera  | Carriera     | 41 | 2  | 9,1  | 50,7 | 32,1 | 42,1 | 0,7 | 1,2 | 0,4 | 0,0 | 2,3 |

### Eurocup
| Anno      | Squadra         | PG | PT | MP   | TC%  | 3P%  | TL%  | RP  | AP  | PRP | SP  | PP  |
| --------- | --------------- | -- | -- | ---- | ---- | ---- | ---- | --- | --- | --- | --- | --- |
| 2008-2009 | Türk Telekom    | 7  | 0  | 6,7  | 42,9 | 33,3 | 50,0 | 0,9 | 0,4 | 0,6 | 0,0 | 2,1 |
| 2010-2011 | Bandırma B.İ.K. | 6  | 6  | 22,6 | 44,8 | 7,7  | 100  | 1,8 | 4,2 | 1,0 | 0,5 | 5,8 |
| 2011-2012 | Bandırma B.İ.K. | 10 | 9  | 28,7 | 45,7 | 22,2 | 65,0 | 4,2 | 4,5 | 1,9 | 0,1 | 9,3 |
| 2017-2018 | Tofaş Bursa     | 10 | 6  | 22,3 | 42,9 | 44,4 | 100  | 2,1 | 6,1 | 1,2 | 0,1 | 5,2 |
| 2018-2019 | Tofaş Bursa     | 5  | 0  | 20,5 | 57,7 | 50,0 | 81,8 | 1,2 | 4,8 | 1,4 | 0,0 | 9,2 |
| 2019-2020 | Tofaş Bursa     | 14 | 1  | 18,0 | 53,1 | 26,3 | 73,9 | 1,9 | 5,1 | 1,1 | 0,0 | 5,3 |
| Carriera  | Carriera        | 52 | 22 | 20,1 | 47,7 | 29,8 | 77,0 | 2,2 | 4,4 | 1,2 | 0,1 | 6,1 |

## Palmarès
- Campionato turco: 1

Efes Pilsen: 2004-05
- Coppa del Presidente: 1

Fenerbahçe Ülker: 2013
- Coppa di Turchia: 2

Efes Pilsen: 2005-06
Fenerbahçe Ülker: 2012-13